# Filippo Tortu
Filippo Tortu (Milán, 15 de junio de 1998) es un deportista italiano que compite en atletismo, especialista en las carreras de velocidad.
Participó en dos Juegos Olímpicos de Verano, obteniendo una medalla de oro en Tokio 2020, en la prueba de 4 × 100 m (junto con Lorenzo Patta, Marcell Jacobs y Eseosa Desalu), y el cuarto lugar en París 2024, en la misma prueba.
Ganó una medalla de plata en el Campeonato Mundial de Atletismo de 2023 y tres medallas en el Campeonato Europeo de Atletismo, en los años 2022 y 2024. En los Juegos Europeos de Cracovia 2023 consiguió una medalla de plata en el relevo 4 × 100 m.
Estudió Economía y Administración en la Universidad Internacional Libre de Guido Carli.

## Palmarés internacional
| Juegos Olímpicos   | Juegos Olímpicos   | Juegos Olímpicos  | Juegos Olímpicos |
| Año                | Lugar              | Medalla           | Prueba           |
| ------------------ | ------------------ | ----------------- | ---------------- |
| 2020               | Tokio (Japón)      | Medalla de oro    | 4 × 100 m        |
| Campeonato Mundial |                    |                   |                  |
| Año                | Lugar              | Medalla           | Prueba           |
| 2023               | Budapest (Hungría) | Medalla de plata  | 4 × 100 m        |
| Juegos Europeos    |                    |                   |                  |
| Año                | Lugar              | Medalla           | Prueba           |
| 2023               | Chorzów (Polonia)  | Medalla de plata  | 4 × 100 m        |
| Campeonato Europeo |                    |                   |                  |
| Año                | Lugar              | Medalla           | Prueba           |
| 2022               | Múnich (Alemania)  | Medalla de bronce | 200 m            |
| 2024               | Roma (Italia)      | Medalla de oro    | 4 × 100 m        |
| 2024               | Roma (Italia)      | Medalla de plata  | 200 m            |